# Global ATM Alliance
La Global ATM Alliance (Unión Mundial de cajeros automáticos) es la alianza estratégica de un gran número de bancos para poder hacer posible la utilización de tarjetas de crédito o débito en la red de cajeros automáticos libre de comisiones para sus clientes. Esta alianza abarca: Australasia, Europa, Asia, Norteamérica y Latinoamérica
Los Bancos son:
- Westpac (Australia, Nueva Zelanda, Fiyi, Vanuatu, Islas Cook, Samoa, Tonga, Papúa Nueva Guinea e Islas Salomón)
- Westpac Banking Corporation (Australia, Fiyi, Islas Cook, Islas Salomón, y Vanuatu)
- Westpac New Zealand Limited (Nueva Zelanda)
- Westpac Bank - PNG - Limited (Papúa Nueva Guinea)
- Westpac Bank Samoa Limited (Samoa)
- Westpac Bank of Tonga (Tonga)

- Deutsche Bank (Alemania, Polonia, España e Italia)
- Scotiabank (Canadá, Caribe, Chile, El Salvador, México y Perú)
- Barclays (Reino Unido, España y África) (sin incluir a Barclays en Sudáfrica)
- Bank of America (Estados Unidos)
- BNP Paribas (Francia)
- UkrSibbank (Ucrania)

## Restricciones
El Bank of America advierte que sus cajeros pueden ser utilizados por los bancos extranjeros, pero que sólo no se les cobran comisiones a los residentes, fuera de la zona de residencia se cargan comisiones según norma. Por ejemplo, los cajeros de Deutsche Bank en Alemania no cobran comisiones en sus operaciones, pero sí son cargadas utilizando los cajero de Deutsche Bank en Italia, sin embargo no ocurre en España ni en Polonia. 